# Odontostomum
Genre
Classification APG III (2009)
Odontostomum est un genre de plantes de la famille des Tecophilaeaceae.

## Liste d'espèces
Selon ITIS (7 août 2015) et NCBI (7 août 2015) :
- Odontostomum hartwegii Torr.